# Caluire-et-Cuire
Caluire-et-Cuire település Franciaországban, Métropole de Lyon különleges státuszú nagyvárosban (métropole: nagyjából „megyei jogú város”). Lakosainak száma 43 479 fő (2022. január 1.). Caluire-et-Cuire Fontaines-sur-Saône, Villeurbanne, Rillieux-la-Pape, Collonges-au-Mont-d'Or és Lyon községekkel határos.

## Népesség
A település népességének változása:
| Lakosok száma | 42 581 | 42 292 | 43 546 | 43 187 | 42 847 | 43 294 | 43 355 | 43 572 | 43 479 |
|               | 2013   | 2015   | 2016   | 2017   | 2018   | 2019   | 2020   | 2021   | 2022   |